# 강영호 (사진가)
강영호(1970년 11월 27일 ~ )은 대한민국의 사진가이다. 1998년 (주)NIX에서 주최한 신인작가 콘테스트에 입상하면서 사진작가로 데뷔하였고, 1999년 영화 《인터뷰》의 포스터 촬영을 맡으면서 본격적인 상업사진작가의 길을 걷게 되었다. 이미지텔링이라는 새로운 장르를 개척하였다. '춤추는 사진작가'라는 별명을 가지고 있다.

## 저서
- 《99% 진짜같은 가짜 사랑》.소담출판사.2004년.